# Zionist Occupation Government

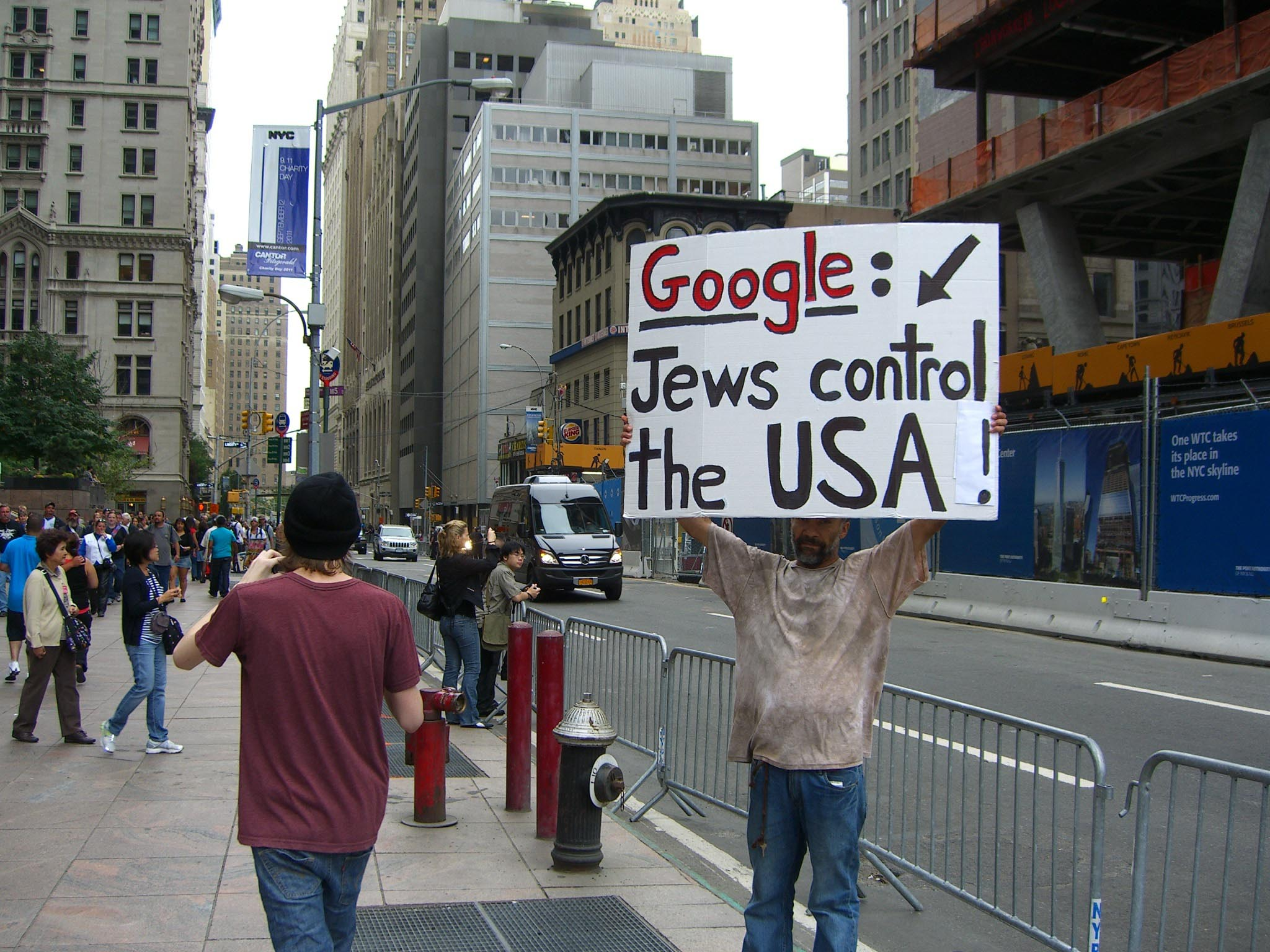
Un homme tenant un panneau antisémite sur Church Street près de l'angle de Cortlandt Street, en face du site du World Trade Center, le 11 septembre 2011, lors du dixième anniversaire des attentats du 11 septembre. Cette photo a été prise par Luigi Novi.

Zionist Occupation Government (ou ZOG, en français : « Gouvernement d'occupation sioniste ») ou Zionist Occupied Government (« Gouvernement occupé par les sionistes »), est une théorie antisémite du complot juif selon laquelle un ou plusieurs gouvernements seraient en fait contrôlés par les Juifs.

## Historique
Dans la France de la fin du XIXe siècle, la croyance selon laquelle le gouvernement de la Troisième République était devenu au service des Juifs était courante dans le discours politique nationaliste français ou catholique ultramontain, par exemple dans les publications d'Édouard Drumont, et plus généralement chez les antidreyfusards.
Aux États-Unis, l'idée d'un gouvernement juif d'occupation est apparue pour la première fois en 1976 dans l'article anonyme « Welcome to ZOG-World », attribué au néo-nazi Eric Thomson. Cette dénonciation, qui revient à reprendre les thèmes des Protocoles des Sages de Sion, est apparue dans les milieux d'extrême droite aux États-Unis (Néonazis, Ku Klux Klan, Aryan Nations) dans les années 1970, et s'est répandue dans les années 1980.
Cette accusation n'a cependant attiré l'attention de la presse et du public qu'avec la publication d'un article le 27 décembre 1984 par le New York Times, concernant une série de vols commis en Californie et dans l'État de Washington par un groupe suprémaciste blanc appelé The Order.
Dans les années 1990, le terme s'est répandu dans les divers milieux néonazis et antisémites du monde. En Belgique, des affiches portant l'acronyme « ZOG » et faisant référence à ladite théorie du complot furent saisies lors de l'arrestation d'un groupe de néonazis.
Le site web antisémite Jew Watch a accusé toute la sphère politique occidentale et les autres pays voisins d'être contrôlées par le « ZOG ».
Le politicien slovaque Marian Kotleba, dont le parti (Parti populaire « Notre Slovaquie ») a remporté deux sièges au Parlement européen lors des élections de 2019, affirme que le « ZOG » contrôle la politique slovaque.

## Théories
David Lane, membre fondateur de l'organisation nazie The Order, a critiqué le métissage, l'avortement, l'homosexualité, le « contrôle juif » des médias, les « sports multiraciaux », les répercussions juridiques contre ceux qui « résistent au génocide », et le gouvernement d'occupation sioniste qu'il a déclaré comme contrôlant les États-Unis et les autres pays à majorité blanche et qui encourage le « génocide blanc ».

## Dans la culture populaire
Cinéma
« ZOG » apparait dans La Main droite du diable (Betrayed), film de Costa-Gavras de 1988 consacré au milieu suprémaciste blanc américain. Un animateur de radio juif est assassiné devant sa Citroën DS et l'assassin trace les lettres « ZOG » sur le corps de la victime et sur la voiture. Le terme apparaît aussi dans Imperium, film sorti en 2016 qui met en scène l'infiltration d'un réseau de suprémacistes blancs aux Etats-Unis par un agent du FBI, interprété par Daniel Radcliffe.
Musique
Le terme « ZOG » est utilisé dans la chanson Planet ZOG du groupe de black metal national-socialiste Ad Hominem, ainsi que dans son titre ZOG is dead. C'est également le titre d'une série de chansons du groupe de rock anticommuniste allemand Stahlgewitter (de). Le titre d'une chanson du groupe de skinhead d'extrême droite Landser était Rock Gegen ZOG.
Littérature
Le terme « ZOG » apparait également à de nombreuses reprises dans le livre Les Carnets de Turner écrit par le suprémaciste blanc William Luther Pierce et publié en 1978 sous le pseudonyme « Andrew MacDonald ».